# Australische Zyklonsaison 2014–2015
Die australische Zyklonsaison 2014–2015 begann offiziell am 1. November 2014 endete am 30. April 2015. Der operative Plan der World Meteorological Organization sieht für die Gewässer auf der Südhalbkugel zusätzlich ein „tropisches Zyklonjahr“ vor. Dieses begann am 1. Juli 2014 und endete am 30. Juni 2015.
Bestandteil der australischen Zyklonsaison sind Stürme, die sich südlich des Äquators zwischen dem 90. und 160. Grad östlicher Länge bilden. Dazu gehören Australien, Papua-Neuguinea, der westliche Teil der Salomonen, Osttimor und die südlichen Bereiche Indonesiens. Tropische Wirbelstürme in diesem Gebiet werden von fünf Tropical Cyclone Warning Centres (TCWCs) überwacht: dem Bureau of Meteorology in Perth, Darwin und Brisbane in Australien; dem TCWC Jakarta in Indonesien und dem TCWC Port Moresby in Papua-Neuguinea.
Das Joint Typhoon Warning Center gibt für diese Region inoffizielle Warnungen aus, die für US-amerikanische Einrichtungen bestimmt sind. Dabei wird die Erweiterung „S“ verwendet, wenn sich der Sturm westlich von 135 Grad östlicher Länge bildet und ein „P“, falls dies östlich dieser Linie geschieht.

## Saisonprognosen
Vor Beginn der Zyklonsaison hat das australische Bureau of Meteorology (BoM) im Oktober 2014 seine Vorhersage für die bevorstehende Zyklonsaison veröffentlicht. Dabei gab das BoM Vorhersagen für die gesamte australische Region und für Teilregionen bekannt und berücksichtigte dabei, dass die Bedingungen sich an der Schwelle zum El Niño bewegten und die Entwicklung eines El Niño während der Zyklonsaison zu erwarten ist. Für die australische Region als Ganzes gab es nach Einschätzung des BoM eine 34-prozentige Wahrscheinlichkeit, dass die Saison in etwa einen durchschnittlichen Verlauf mit etwa 11 tropischen Zyklonen nehmen wird. Im Westen der Region, zwischen 90° östlicher Länge und 125° östlicher Länge, erwartet das BoM mit sieben Zyklonen eine Aktivität nahe am Durchschnitt und mit einer Wahrscheinlichkeit von 43 % einen überdurchschnittlichen Verlauf der Saison. Das TCWC Perth wies darauf hin, dass es wahrscheinlich sei, dass zwei tropische Zyklone und mindestens ein schwerer Zyklon auf Western Australia trifft.
Für die nordwestliche Subregion zwischen 105° östlicher Länge und 130° östlicher Länge wurde eine unterdurchschnittliche Aktivität vorhergesagt, mit einer Wahrscheinlichkeit von 38 %, dass mehr Zyklone als gewöhnlich auftreten. Im Norden – also zwischen 125° östlicher Länge und 142,5° östlicher Länge – besteht eine Wahrscheinlichkeit von 46 % für einen überdurchschnittlichen Verlauf der Saison, doch wies das TCWC Darwin darauf hin, dass alle klimatologischen Indikatoren auf einen typischen Verlauf der Zyklonsaison im Norden Australiens hinweisen. Demnach würden sich zwei bis drei Zyklone in dem Gebiet bilden, von denen bei mindestens einem zu erwarten sei, dass er die Küste des Northern Territory überquert. Für den östlichen Teil der australischen Region zwischen 142,5° östlicher Länge und 160° östlicher Länge wurde eine fast durchschnittliche Zyklonsaison vorhergesagt; das TCWC Brisbane deutete jedoch an, dass der Beginn des aktiven Teils der Saison etwas später als üblich liegen könnte.

## Stürme

### Tropisches Tief
Am 13. Juli meldete das TCWC Perth, dass etwa 860 km nordwestlich der Kokosinseln ein schwaches tropisches Tief entstanden sei. Zunächst bewegte sich das System in eine südliche Richtung, begann aber im Laufe des folgenden Tages einen Westkurs einzuschlagen. Ohne sich intensivieren zu können, zog es am 15. Juli weiter Richtung Westen und befand sich nun am westlichen Rand des australischen Verantwortungsbereiches. In der Nacht zum 17. Juli überquerte das Tiefdruckgebiet den 90. Grad östlicher Länge und verließ somit auch den Verantwortungsbereich des TCWC Perth.

### Tropischer Zyklon Bakung
Am Morgen des 10. Dezember begann das TCWC Perth mit der Beobachtung eines tropischen Tiefs, welches sich etwa 425 km nordöstlich der Kokosinseln gebildet hat.

### Schwerer Tropischer Zyklon Lam
Am 13. Februar begann das BoM mit der Beobachtung einer schwachen tropischen Störung über dem Golf von Carpentaria. Während der folgenden Tage entwickelte sich die Störung stetig zu einem tropischen Zyklon. Das System befand sich am 16. Februar 200 km nordwestlich von Weipa, Queensland. Am 19. Februar bildete Zyklon Lam ein Auge aus und wurde deswegen vom JTWC zu einem Kategorie-2-Zyklon und vom BoM nach der australischen Skala von der Kategorie 2 in die Kategorie 4 hochgestuft.

## Sturmnamen
Die verschiedenen Tropical Cyclone Warning Center vergeben die Namen für Stürme, die sich in ihrem jeweiligen Zuständigkeitsbereich bilden. Die Stürme behalten ihren Namen, wenn sie von einem Zuständigkeitsbereich in einen anderen wandern. Allerdings werden Stürme, die in den Verantwortungsbereich von Météo-France auf Réunion wechseln, dort nicht mehr neu benannt. Stürme, die von dort kommend in den Verantwortungsbereich des TCWC in Perth gelangen, behalten den im südwestlichen Indischen Ozean vergebenen Namen.

### TCWC Jakarta
Das TCWC in Jakarta beobachtet tropische Zyklone, die sich zwischen dem Äquator und 10° südlicher Breite und zwischen 90° und 125° östlicher Länge bilden. Durch das australische Bureau of Meteorology werden in diesem Gebiet zur Unterstützung spezielle Sturmhinweise ausgegeben. Sollte sich ein tropischer Zyklon innerhalb dieses Verantwortungsbereiches bilden, dann vergibt das TCWC Jakarta einen Namen von der folgenden Liste; der letzte durch Jakarta vergebene Name war Anggrek im Jahr 2010. In der Saison 2013–2014 wurde durch das TCWC Jakarta kein Sturm benannt.

### TCWC Port Moresby
Tropischen Wirbelstürmen, die sich zwischen 10° südlicher Breite und dem Äquator sowie zwischen 141° und 160° östlicher Länge bilden, werden Namen durch das Tropical Cyclone Warning Centre in Port Moresby auf Papua-Neuguinea zugewiesen. Die Bildung tropischer Zyklone in diesem Gebiet ist selten, während der Saison 2007–2008 war es nur ein Sturm, Zyklon Guba. Die nachfolgende Liste nennt die Namen, die das TCWC in Port Moresby vergibt. Es ist unklar, welches der nächste Name ist, der vergeben wird. Seit 2007 wurde kein Sturm mehr durch das TCWC Port Moresby benannt.

### TCWCs in Perth, Darwin und Brisbane
Seit Beginn der Zyklonsaison 2008–2009 verwendet das australische Bureau of Meteorology nur noch eine einzige Namensliste, betreibt aber nach wie vor drei TCWCs, in Perth, Darwin und Brisbane. Diese beobachten alle tropischen Wirbelstürme, die sich zwischen 90° und 160° östlicher Länge bilden und geben spezielle Warnungen heraus, wenn Zyklone in den Verantwortungsbereichen der TCWCs in Jakarta oder Port Moresby entstehen. Die folgenden Namen wurden für benannte Stürme benutzt:
Kate, Lam, Marcia, Nathan, Olwyn, Ikola, Quang, Raquel und Stan.